# Fouilloy (Oise)
Fouilloy is een gemeente in het Franse departement Oise (regio Hauts-de-France) en telt 193 inwoners (2004). De plaats maakt deel uit van het arrondissement Beauvais. In de gemeente ligt spoorwegstation Fouilloy.

## Geografie
De oppervlakte van Fouilloy bedraagt 4,7 km², de bevolkingsdichtheid is 41,1 inwoners per km².
De onderstaande kaart toont de ligging van Fouilloy (Oise) met de belangrijkste infrastructuur en aangrenzende gemeenten.

## Demografie
Onderstaande figuur toont het verloop van het inwonertal (bron: INSEE-tellingen).

1. ↑  Populations de référence 2022.